# مرطب علي شاه
سيد مرطب علي شاه (25 مارس 1982) (25 March 1982) باكستاني حائز على ميداليتين برونزيتين في دورة الألعاب الآسيوية. وهو أيضا حاصل على الميدالية الذهبية مرتين في دورة ألعاب جنوب آسيا في ووشو.